# Castell de la Granada
El castell de la Granada és situat al poble de la Granada, al cim d'una petita elevació a la part alta del poble. És un castell termenat, de planta rectangular que tenia adossada una torre, ara desapareguda. Havia estat una construcció notable. És un edifici declarat bé cultural d'interès nacional.

## Descripció

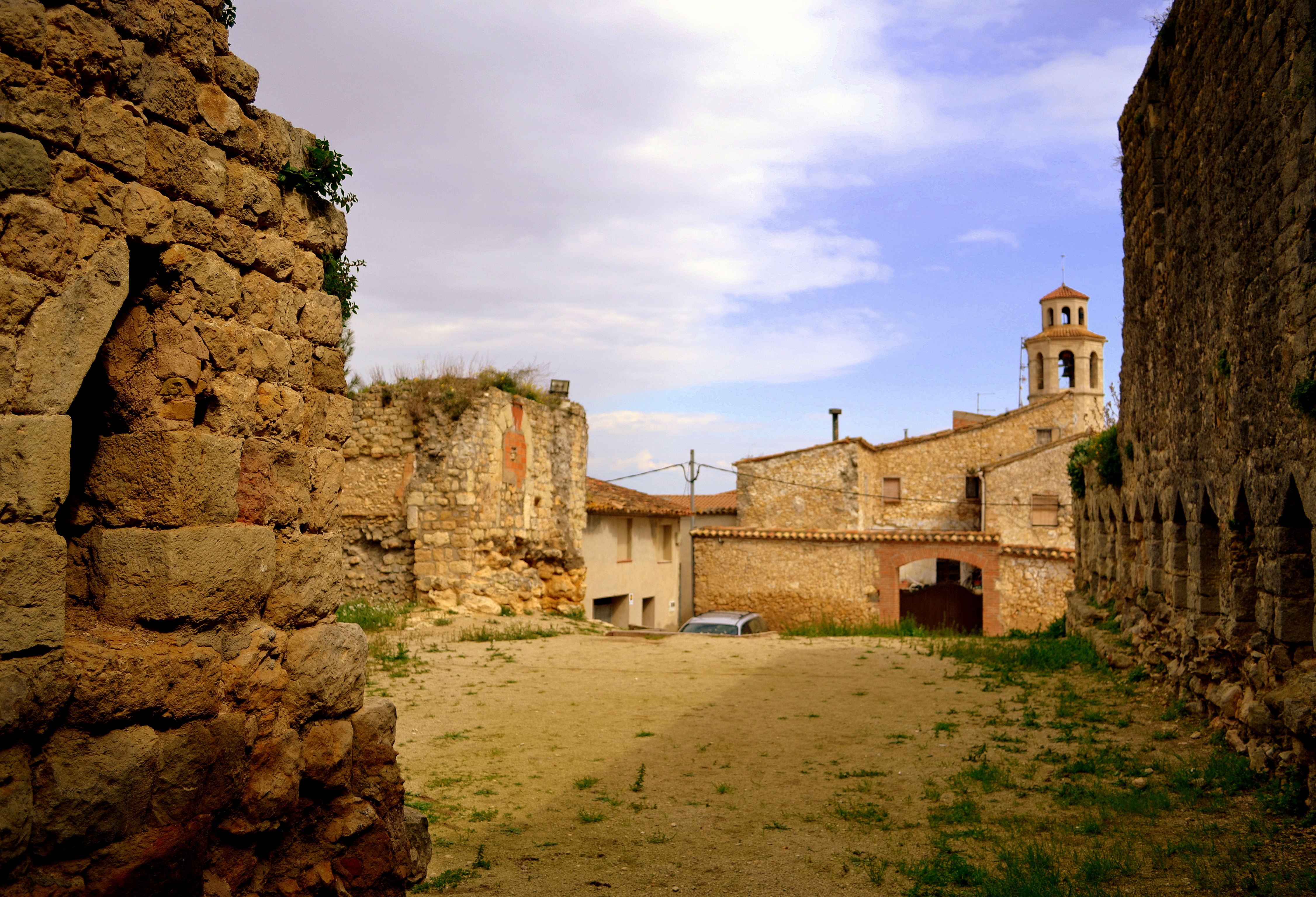
Castell de La Granada. Nombroses espitlleres (març 2011)

El castell és de planta rectangular, d'uns 20 m de longitud i 10,5 d'amplada a l'interior. Al sud-oest hi havia una torre també rectangular de 3,4 m x 3,9 m a l'interior. El gruix dels murs és d'uns 120 cm. Es conserven els murs meridional i occidental, alguns fragments del mur nord i tres parets de la torre a la qual li manca el mur oriental que la separava de la resta de la fortificació. Els murs conservats tenen una alçada d'uns 7 m. L'any 1937 foren enderrocats els murs nord i est i els altres rebaixats uns 3 m. Al mur est hi havia un gran portal d'entrada amb llinda monolítica i arc de mig punt. Al mur nord s'ha conservat l'arc de mig punt d'una de les tres portes i, en la més occidental s'hi veu un dels muntants, el forat de la barra i la polleguera.
A les restes de murs conservats hi ha nombroses espitlleres. Les situades a peu pla (a 1 m de terra) fan 70 cm d'ample i uns 115 cm d'alt i són acabades amb dues lloses en angle. Només al mur sud i deixant de banda la zona de la torre, hi ha 16 espitlleres. Uns 2 m més amunt hi ha diverses espitlleres més grans, rectangulars de 70 cm d'ample per uns 2 m d'alt. L'aparell constructiu és de carreus lleugerament treballats i ben col·locats en filades. Fan 20 cm d'alt per 35 cm de llarg. La datació del castell es pot situar al segle xiii.

## Història
El lloc de la Granada, dins el terme del castell d'Olèrdola és documentat l'any 950 quan el bisbe de Barcelona Guilarà va infeudar la Granada a Sisovald perquè hi construís una torre. L'any 1003 una escomesa sarraïna comandada per «Abd al-Màlik Yüsuf» destruí la torre que hi havia a l'alou bisbal de la Granada. Dos anys més tard fou reconstruïda pel bisbe Aeci que al·ludí la restauració de «nostram turrem granatam». El procés de reconstrucció durà fins al 1013 en què s'esmerçaren 20 unces d'or en les obres de la torre. El bisbe Deodat exigí reconeixement dels successors de Sisovald recorrent a l'autoritat dels comtes de Barcelona, els quals dictaren sentència a favor del bisbat que continuà posseint el domini fins a l'extinció de les senyories al segle xix. L'alta jurisdicció la conservà sempre el rei.
El lloc es trobava en una cruïlla de camins important: l'antiga Via Augusta i la via Mercadera, la via secundària que sortia de Barcelona en direcció Lleida i que creuava tota la comarca en direcció llevant a ponent, el camí preferit dels mercaders i comerciants. S'hi desenvolupà el primer mercat del Penedès i un dels més antics de Catalunya (documentat des de 1080) que es mantingué fins a la creació del mercat de Vilafranca.
Durant el segle xii passà a les mans de la família Cervelló, segurament per infeudació. El 1193, Guerau Alemany de Cervelló deixà al seu fill Guillem el castell de la Granada, juntament amb d'altres. No obstant, en diversos fogatges del segle xiv, el domini és del bisbat.
El castell fou assetjat durant la guerra civil del segle XV. En la Guerra de Separació (Guerra dels Segadors) del segle XVII (1640 i 1652), les tropes castellanes foren derrotades al seu entorn. Durant la Guerra de Successió Espanyola, Felip V n'ordenà l'enderrocament a principi del segle xviii, començant un greu procés d'espoliació. L'any 1937 s'utilitzaren pedres de les ruïnes del castell per a pavimentar una carretera i altres elements foren enderrocats després de la Guerra Civil de 1936-1939.